# أوغستين دوبريه
أوغستين دوبريه (بالفرنسية: Augustin Dupré) هو ميدالي ‏ فرنسي، ولد في 6 أكتوبر 1748 في سانت إتيان في فرنسا، وتوفي في 30 يناير 1833 في Armentières-en-Brie ‏ في فرنسا.